# Basilio de Ancira
Basilio de Ancira fue obispo de Ancira del 336 al 360. Anteriormente había ejercido la medicina. Su consagración católica se celebra el 22 de marzo.
Fue elegido obispo en 336 gracias al apoyo de los partidarios de Eusebio de Nicomedia. Fue uno de los líderes principales de los semiarrianos y organizó el concilio de Ancira, en el que fueron condenadas las opiniones trinitarias, las sabelianas e incluso las posturas arrianas más radicales que negaban toda semejanza entre el Hijo y el Padre. Depuesto en 347 y excomulgado por el concilio de Sárdica, obtuvo el apoyo del emperador Constancio II, que le restituyó en el cargo. Fue nuevamente depuesto, esta vez por el sínodo de Constantinopla, en 360 y exiliado a Iliria. Aunque al ascender Joviano al poder le solicitó que le restituyera a él y a otros obispos depuestos, murió poco después, aparentemente aún en el exilio.